# Trapt (jeu vidéo)
Pour groupe de musique, voir Trapt.
Trapt (影牢II: Dark Illusion, Kagero II: Dark Illusion) est un jeu vidéo de stratégie au tour par tour développé et édité par Tecmo, sorti en 2005 sur PlayStation 2.

## Accueil
- Jeuxvideo.com : 11/20[1]